# Marc Sergeant
Marc Sergeant (Aalst, 16 d'agost de 1959) és un ciclista belga, ja retirat, que fou professional entre 1985 i 1996.
El 1980, com a ciclista amateur, va prendre part als Jocs Olímpics d'Estiu de Moscou. Com a professional destaquen el Campionat de Bèlgica en ruta de 1986 i una victòria d'etapa al Tour de França de 1987.
En retirar-se com a ciclista, passà a desenvolupar tasques de director esportiu en diferents equips: Mapei-Quick Step, Domo-Farm Frites i especialment a l'equip Lotto. El 2010 fou reconegut amb el Vélo de cristal com a millor director esportiu de la temporada. Es retirà a la fi de la temporada 2021.

## Palmarès
- 1980
  - Vencedor d'una etapa a la Volta a Limburg amateur
- 1981
  -  Campió de Bèlgica amateur
  - 1r a l'Omloop Het Volk
- 1982
  - 1r a la Volta a Andalusia i vencedor d'una etapa
  - Vencedor d'una etapa dels Quatre dies de Dunkerque
- 1984
  - Vencedor d'una etapa de la Volta a Suïssa
  - Vencedor d'una etapa de la Volta a Bèlgica
- 1986
  -  Campió de Bèlgica en ruta
  - Vencedor d'una etapa de l'Étoile de Bessèges
- 1987
  - Vencedor d'una etapa al Tour de França
  - Vencedor d'una etapa de la Volta als Països Baixos
- 1988
  - 1r a la Druivenkoers Overijse
  - Vencedor d'una etapa de la Volta als Països Baixos

### Resultats al Tour de França
- 1984. 48è de la classificació general
- 1985. 59è de la classificació general
- 1986. Abandona (17a etapa)
- 1987. Abandona (19a etapa). Vencedor d'una etapa
- 1988. 33è de la classificació general
- 1989. 61è de la classificació general
- 1990. 62è de la classificació general
- 1991. 81è de la classificació general
- 1992. 86è de la classificació general
- 1993. 69è de la classificació general
- 1994. Abandona (19a etapa)
- 1995. Abandona (4a etapa)

### Resultats al Giro d'Itàlia
- 1983. 32è de la classificació general